# Taaldorp
Taaldorp is een lesvorm om de spreekvaardigheid van een vreemde taal te toetsen of te oefenen.
In deze lesvorm wordt een buitenlands dorp nagebootst en voeren de deelnemers informele gesprekken. De bewoners worden gespeeld door moedertaalsprekers, docenten of oudere leerlingen. In het nagebootste dorp is bijvoorbeeld een winkel, een reisbureau, een station of een stadhuis aanwezig, waar specifieke gespreksopdrachten moeten worden vervuld.
Taaldorp wordt vooral in het onderwijs aan tieners gebruikt, maar in Nederland tevens aan de volksuniversiteit, ten behoeve van expats en bij inburgeringscursussen.